# 6225 Хіроко
6225 Хіроко (6225 Hiroko) — астероїд головного поясу, відкритий 1 березня 1981 року.
Тіссеранів параметр щодо Юпітера — 3,651.